# Kalijambe (Bringin)
Kalijambe is een bestuurslaag in het regentschap Semarang van de provincie Midden-Java, Indonesië. Kalijambe telt 1977 inwoners (volkstelling 2010).